# Jesús Olmo Lozano
Jesús Olmo Lozano (Barcelona, 24 de gener de 1985) és un futbolista català, que ocupa la posició de central defensiu. Ha estat internacional amb les seleccions espanyoles sub-17 i sub-19.
Format al planter del Barcelona Atlètic, hi juga dos partits de lliga amb el primer equip, entre la 05/06 i la 06/07. A l'any següent és cedit al Racing de Ferrol, de Segona Divisió, on juga 27 partits. L'estiu del 2008 deixa l'entitat blaugrana i recala a l'Elx CF. El 2011, fixa pel Centre d'Esports Sabadell, provinent del CD Puertollano de Segona B.